# Crassula connata
Crassula connata (лат.) — вид растений рода Толстянка (Crassula) семейства Толстянковые (Crassulaceae).

## Ботаническое описание

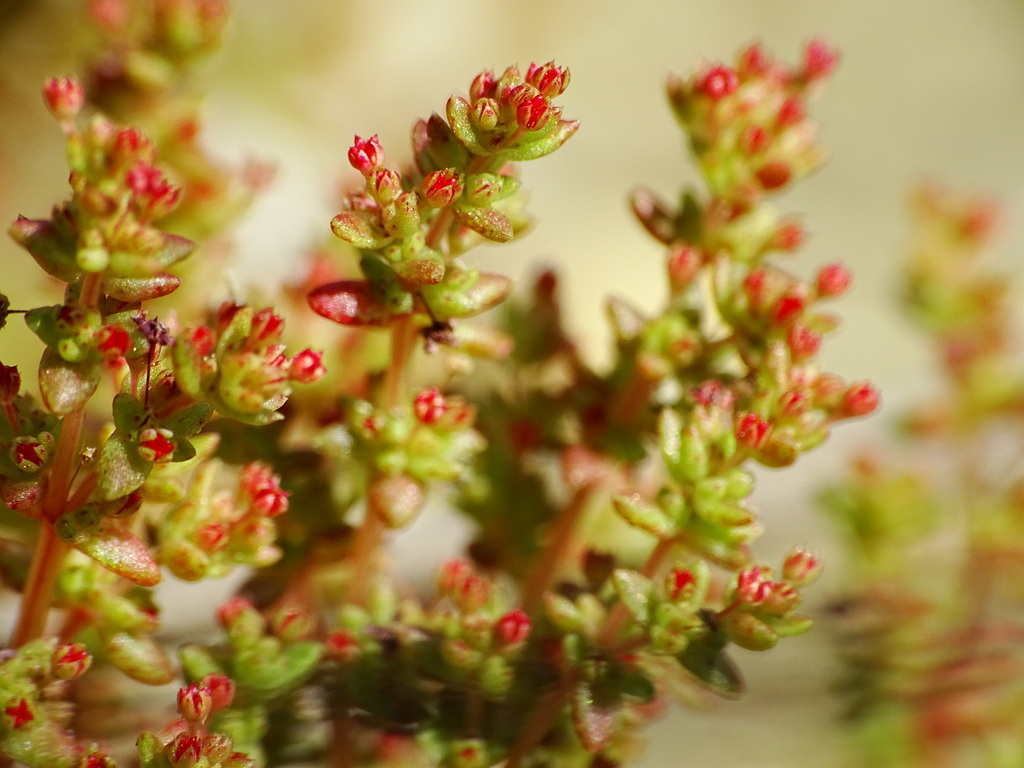
Листья и цветки

Растения наземные, однолетние. Стебли прямостоячие, с возрастом красные, простые или кустисто-ветвистые, 2-6(-10) см высотой. Листовые пластинки от яйцевидных до продолговатых, 1-3(-6) мм, вершина острая или закругленная.
Соцветия часто компактные; цветков (1-)2 в узле. Цветоножки 0,2-6 мм. Цветки (3-)4[-5]-членные; чашелистики ланцетные, 0,5-2 мм длиной, на вершине острые до заостренных; лепестки узко-треугольные, 0,6-1,5 мм. Листовки восходящие, 1-2-семянные, яйцевидные; старые листовки восходящие, имеют форму ладьи. Семена эллипсовидные, 0,3-0,6 × 0,1-0,3 мм, не сосочковые, матовые, морщинистые.

## Распространение

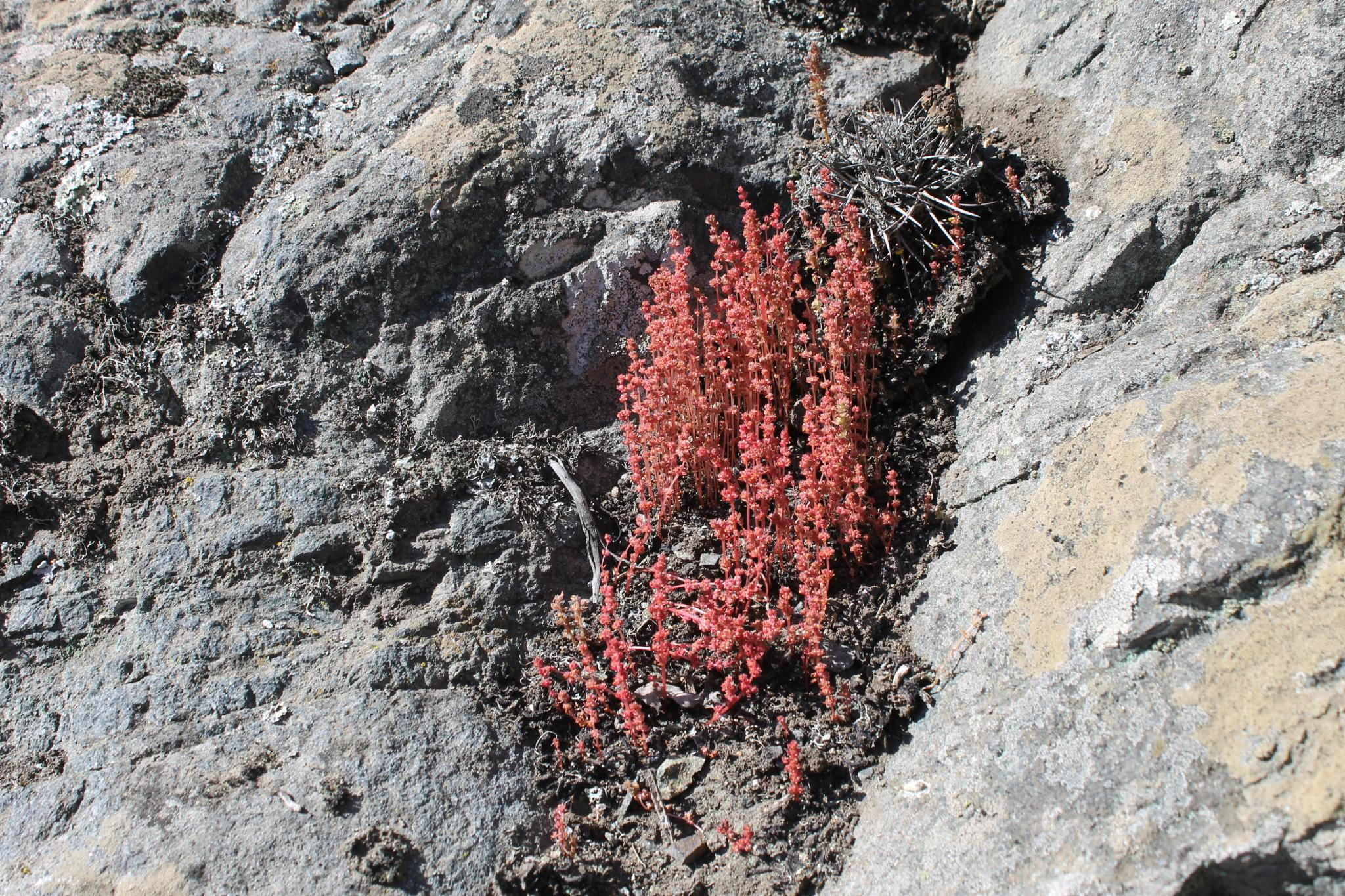
В естественной среде обитания, Чили

Ареал обитания включает следующие территории: Аргентина, Боливия, Британская Колумбия, Чили, Колумбия, Эквадор, Гватемала, Мексиканские Тихоокеанские острова, Мексика, Мексиканский залив, Перу, Уругвай, США (Аризона, Калифорния, Орегон, Вашингтон).
Вид был интродуцирован в Техасе (США).

## Таксономия

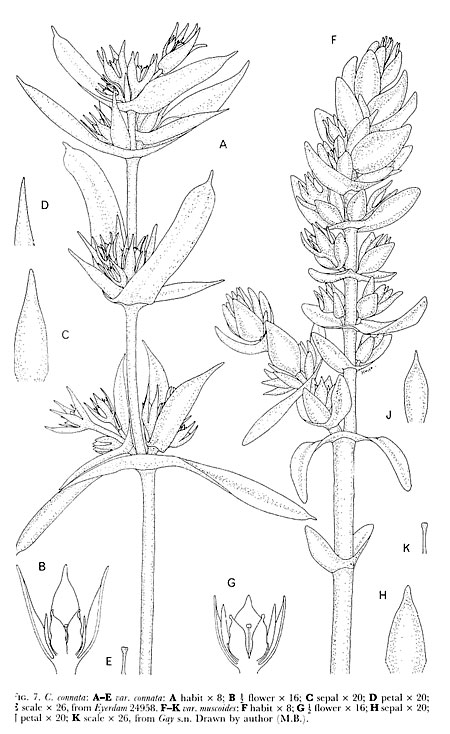
Ботаническая иллюстрация. Crassula connata var. connata слева и Crassula connata var. muscoides справа.

Crassula connata (Ruiz & Pav.) A.Berger, первое упоминание в H.G.A.Engler, Nat. Pflanzenfam., ed. 2. 18a: 389 (1930).

### Синонимы
- Tillaea connata Ruiz & Pav. (1798)

### Разновидности
Подтвержденные разновидности в соответствии с данными сайта Plants of the World Online на 2024 год:
- Crassula connata var. connata
- Crassula connata var. muscoides M.Bywater & Wickens